# Jean Nicolas Panichot
Jean Nicolas Alexandre Panichot est un homme politique français né en 1766 à Ruppes (Vosges) et décédé le 27 septembre 1819 à Neufchâteau (Vosges).
Juge au tribunal de district de Neufchâteau, il est élu député des Vosges au Conseil des Cinq-Cents le 22 germinal an VI. En 1800, il est commissaire près le tribunal civil de Neuchâteau et reste en poste sous la Restauration.